# Rudolph Dunbar
Pour les articles homonymes, voir Dunbar (homonymie).
Rudolph Dunbar (Nabacalis, 26 novembre 1907 – Londres, 10 juin 1988,) est un clarinettiste guyanien, chef d'orchestre et compositeur. Il a également été musicien de jazz dans les années 1920. Il quitte la Guyane britannique à l'âge de 20 ans, s'installe en Angleterre en 1931 et travaille ensuite dans d'autres parties de l'Europe, mais il vit la majeure partie des années suivantes à Londres. Parmi les nombreuses « premières », il a été le premier homme noir à diriger l'Orchestre philharmonique de Londres en 1942, le premier homme noir à diriger l'Orchestre philharmonique de Berlin en 1945 et le premier homme noir à diriger des orchestres symphoniques en Pologne (1959) et en Russie (1964). Dunbar travaille également en tant que journaliste et correspondant de guerre.

## Biographie

### Premières années
Dunbar naît à Nabacalis, en Guyane Britannique. Il commence sa carrière musicale en jouant de la clarinette dans un ensemble de musique militaire dès l'âge de 14 ans, la British Guiana Militia Band de 1916 à 1919, avant de déménager à New York à l'âge de 20 ans. Il étudie la clarinette, le piano et la composition à l'Institut d'Art Musical (maintenant la Juilliard School) et parallèlement, il s'implique sur la scène du jazz à Harlem en 1924 (année de son diplôme) avec le Harlem Orchestra et se lie d'amitié avec le compositeur William Grant Still, qui joue du piano dans l'orchestre.
En 1925, Dunbar déménage à Paris, où entre 1927 et 1929 il étudie à la Sorbonne, la direction d'orchestre avec Philippe Gaubert, la composition avec Paul Vidal et la clarinette avec Louis Cahuzac,. Selon Jean-Cowley, Dunbar est en Angleterre en 1927, quand il a rejoint la Plantation Orchestra, pour une tournée de concerts des Blackbirds of 1927. Dunbar passe également du temps à étudier à Vienne avec Felix Weingartner,. Ses espoirs de diplôme sont réduits à néant par la mort de son père.
En 1931, Dunbar s'installe à Londres, où il fonde l'école de clarinette Rudolph Dunbar. Il écrit des articles pendant sept ans en tant qu'expert technique dans le Melody Maker et en 1939, publie son Traité sur la Clarinette (Système Boehm), devenu un texte de référence sur l'instrument.
Son ballet, Dance of the Twenty-First Century, écrit pour le Cambridge Footlights de l'Université de Cambridge, a été créée aux États-Unis en 1938, pour une diffusion sur NBC.
Il fait la première apparition en dirigeant une fanfare en 1934 pour la BBC et également dans les années 1940 et 1941. Il est le premier homme noir à diriger le Philharmonique de Londres le 26 avril 1942, lors d'un concert au Royal Albert Hall de Londres, devant un auditoire de plus de 7 000 personnes. En septembre 1945, il dirige l'Orchestre philharmonique de Berlin, à l'invitation de Leo Borchard, le directeur de la musique, et joue l'Afro-American Symphony de William Grant Still pour les militaires alliés. Selon J. A. Rogers, la même année, Dunbar « se produit avec les Concerts Colonne à Paris, les Concerts Pasdeloup (18 novembre 1944), l'Orchestre national de France et les Concerts du Conservatoire lors d'un festival de la musique américaine à Paris, pour lequel il a reçu des éloges superlatifs de la presse française et les grands chefs d'orchestre, tel Claude Delvincourt, directeur du Conservatoire et Paul Parry ». Dunbar a également dirigé en 1948, l'Hollywood Bowl. En 1962, il dirige huit orchestres lors d'une tournée en Pologne et deux ans plus tard, il visite la Russie, où il dirige l'orchestre philharmonique de Leningrad, l'Orchestre de la radio de Moscou et le Philharmonique de Bakou lors d'un concert à Krasnodar, dans le Caucase du Nord.
Il a dit que « le succès que j'ai obtenu par le sacrifice et la lutte n'est pas pour moi, mais pour tous les gens de couleur ».
Il a été le champion de la musique de compositeurs noirs, en particulier l'afro-américains William Grant Still, aux côtés de qui il avait joué dans le Harlem Orchestra dans les années 1920 et l'autographe de l’Ouverture Festive de 1944, est dédié « À mon cher ami, Rudolph Dunbar ».

### Journalisme
Dunbar travaille également en tant que journaliste. Il est correspondant à Londres pour le service de presse nègres associés (Associated Negro Press news service) en 1932 et en 1936, où il couvre les débats à la Chambre des Communes sur l'invasion italienne de l'Éthiopie. En outre, il est correspondant de guerre pour la 8e Armée américaine et a traversé la manche lors du D-Day. Il se distingua en avertissant d'une embuscade, un Bataillon d'Artillerie américain près de Marchin, pendant la Bataille des Ardennes.

### Dernières années
La carrière dans la musique de Dunbar, amenuisée dans la période d'après-guerre, est selon lui attribuée à son origine ethnique. Il vit la plupart de sa vie à Londres, où il meurt d'un cancer en 1988.
En 1975, les archives Rudolph Dunbar sont créées dans le cadre du James Weldon Johnson Memorial collection, à l'Université de Yale.

## Écrits
- Rudolph Dunbar, Treatise on the Clarinet (Boehm system). London, J. E. Dallas, 1939 (OCLC 2322942)